# روبي كونال
روبي كونال (بالإنجليزية: Robbie Conal)‏ هو فنان ورسام أمريكي، ولد في 1944 في بوردو في فرنسا.

## وصلات خارجية
- روبي كونال على موقع ميوزك برينز (الإنجليزية)